# Schloss Stockau (Dieburg)

Ausschnitt aus der Karte des Geometers Joseph Mantel: Beschreibung des Freyherrlich von Groschlagischen Lustgartens nebst zugehörigen Wiessen und Baumstüken zu Stokau von 1789, heute im Museum Schloss Fechenbach, Dieburg

Das unbefestigte Lustschloss Schloss Stockau mit dem historischen Schlossgarten lag an der Gersprenz bei Dieburg im Landkreis Darmstadt-Dieburg. Es wurde nach der adligen Familie auch als Groschlag’sches Schloss bezeichnet.

## Geschichte

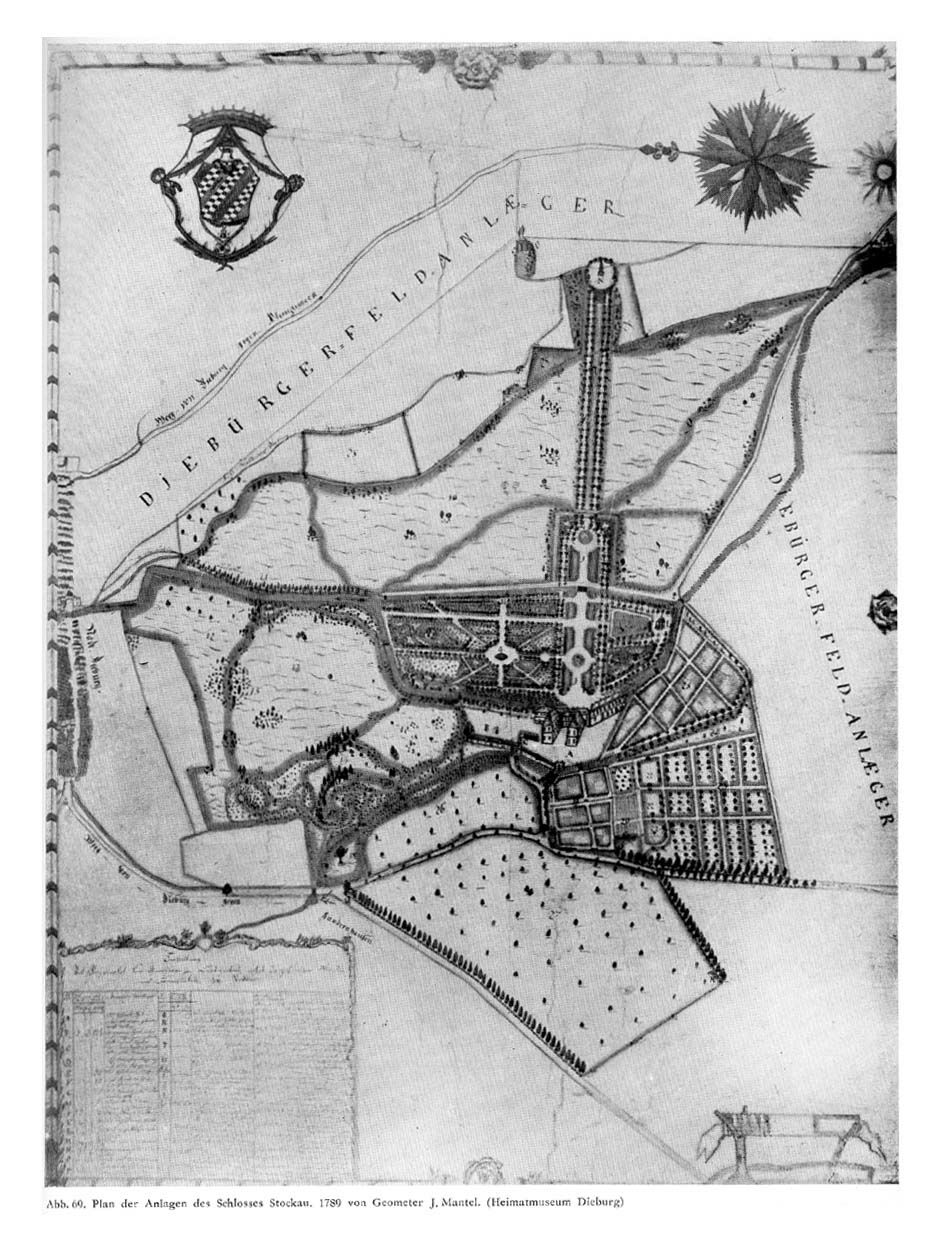
Plan der Anlage von 1789

Nachdem Philipp von Groschlag 1687 die südlich der Stadt liegende Mühle im Gewann Stockau erworben hatte, ließ er ein Sommerschloss erbauen und bezog es mit seiner Familie nach der Fertigstellung 1699.
Nach dem Tod des letzten Groschlag, dem Kurfürstlichen Staatsminister Friedrich Carl Willibald von Groschlag zu Dieburg (1729–1799) am 25. Mai 1799 kam das Schloss über die Tochter in den Besitz des Grafen Maximilian Emanuel von Lerchenfeld-Köfering (1772–1809). 
1840 ist ein Freiherr von Gemmingen Schlossherr, der eine neue Mühle ca. 100 Meter stromabwärts an der Gersprenz erbauen ließ. 1854 zog dieser auf ein Gut in Ungarn, nachdem er das Schloss mit allen Gebäuden und Feldern an den k. k. österreichischen Oberst von Brüselle verkauft hatte. Der neue Schlossherr kam nie nach Dieburg. Sein Verwalter Kraft von Dieburg ließ das Schloss nach dem Verkauf aller Materialien 1857 völlig niederlegen.
Ab 1857 betrieben die Gebrüder Stern von Mannheim eine Kartoffelmehlfabrik in der Mühle. Ab Mitte der 1870er Jahre folgte eine Nähmaschinenfabrik des Herrn Raiser, von dem der Fabrikant Ganß im Herbst 1882 das ganze Anwesen kaufte, um am 1. Januar 1883 eine Kokosmattenfabrik darin zu eröffnen.

## Ausbau des Schlosses
Schloss Stockau war ein großer, schlichter, sehr geräumiger vierstöckiger Bau aus Backsteinen und Holz. Das Gebäude grenzte mit der Rückseite dicht an die Gersprenz und mit der Vorderseite bis nahe an den Park.
Nach der Niederlegung des Schlosses kam die ziemlich umfangreiche Bibliothek nach Darmstadt, ein Teil vermutlich auch nach Frankfurt am Main.

## Heutige Nutzung
Das heute existierende Gebäude ist nicht das Schloss, sondern die ehemalige Mühle und spätere Fabrik. Es steht unter Denkmalschutz, befindet sich in Privatbesitz und dient als Wohnhaus. Das Dieburger Kreis- und Stadtmuseum im Fechenbacher Schloss zeigt die alten Gartenpläne des historischen Schlossgartens, der von überregionaler Bedeutung ist.

## Der Schlosspark

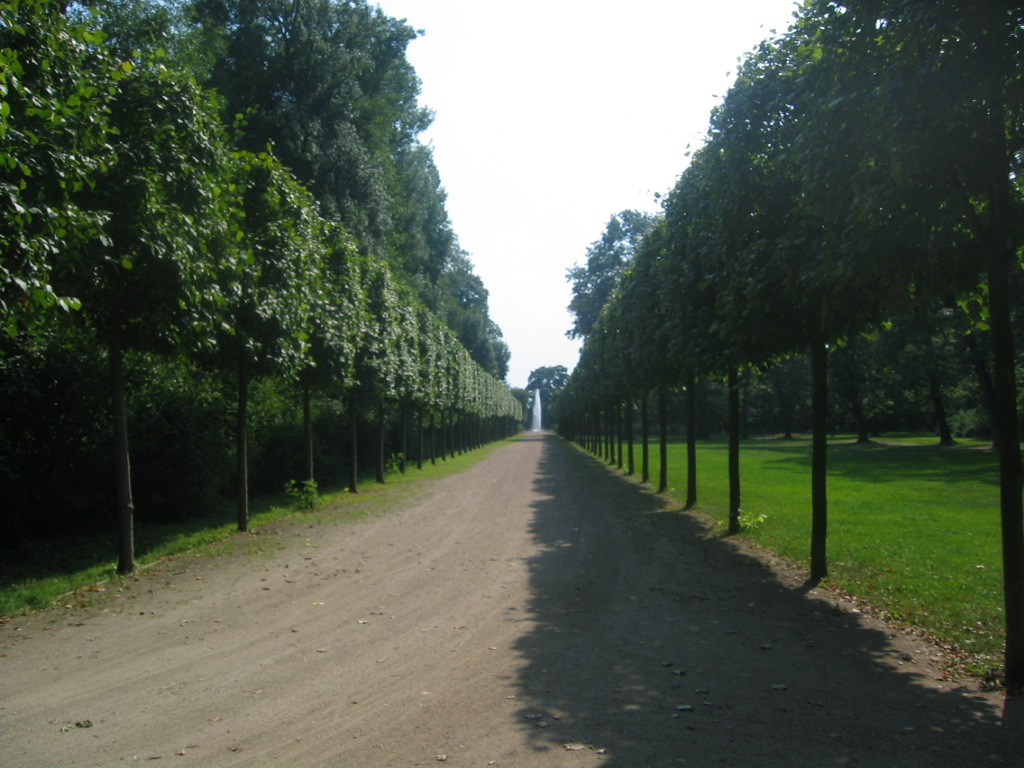
Schwacher Abglanz des ehemaligen Groschlag’schen Barockgartens, die heutige Hauptallee Richtung Fontäne mit Blick nach Norden

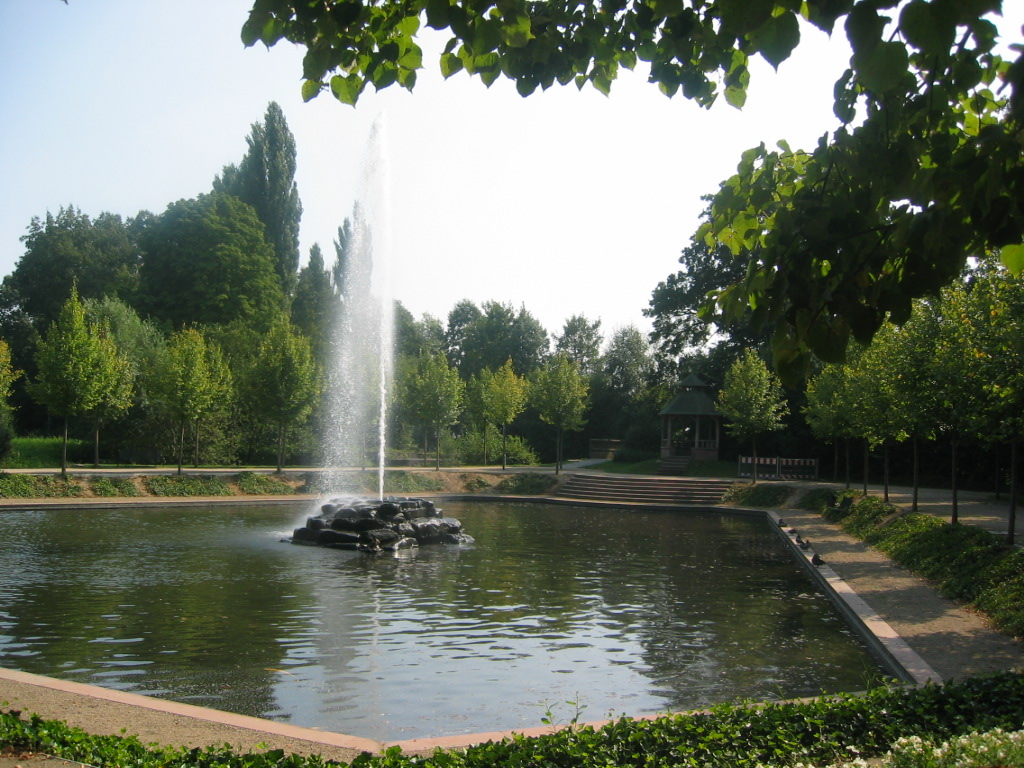
Trapezteich

Die Gartenanlage des 18. Jahrhunderts stellte mit französischen, holländischen und englischen Partien eine Begegnungsstätte bedeutender Persönlichkeiten dar. Silvester 1779 verbrachte Johann Wolfgang Goethe hier mit Herzog Karl August von Sachsen-Weimar und Eisenach, mit Karl Theodor von Dalberg und anderen Persönlichkeiten den Jahreswechsel als Gast der von Groschlags. Ein Briefwechsel über den Schlossgarten folgte und Groschlag hat sich wohl beim Ausbau des Gartens nach Goethes Ratschlägen gerichtet.
Man konnte die Gartenanlage durchaus mit dem Park von Schwetzingen und Wörlitz vergleichen.
Die Groschlags ließen die Partien der Parkanlage genauestens planen, um Licht- und Sichteffekte zu erzielen. Den Besuchern boten sich ständig neue Perspektiven von Gartenplastiken, Statuen und Gebäude, die wohlüberlegt in den Park eingefügt waren. Kleine Tempel, Lusthäuser oder antik anmutende Ruinen schmückten den überwiegend englischen Landschaftsgarten, der zu den frühesten Parks dieses Stils in Deutschland gehörte. Heute sind von der einstigen Gartenfläche noch große Teile erhalten, der nach den alten Plänen saniert wurde und so noch einen Eindruck der prächtigen historischen Anlage vermittelt. Der heutige restliche Park ist romantischer Erholungsraum für die Dieburger Bürger und des jährlichen Schlossgartenfestes. Der Eingang zum Schlossgarten wird immer noch von einer Fontäne geprägt. Wenige Meter weiter bietet ein modern gestalteter Spielplatz Spaß für die Kleinen. Hinter dem Dieburger Festplatz erstreckt sich die fast zweihundert Meter lange Lindenallee, die auf einen trapezförmigen Teich mit größerer Fontäne und kleinem Tempel ausläuft.